# Enllaç C-Cr
Els compostos d'organocrom (o compostos orgànics del crom) són compostos químics que contenen un enllaç químic entre carboni (C) i crom (Cr) (enllaç C-Cr).
La química de l'organocrom és la ciència corresponent que explora les propietats, l'estructura i la reactivitat d'aquests compostos

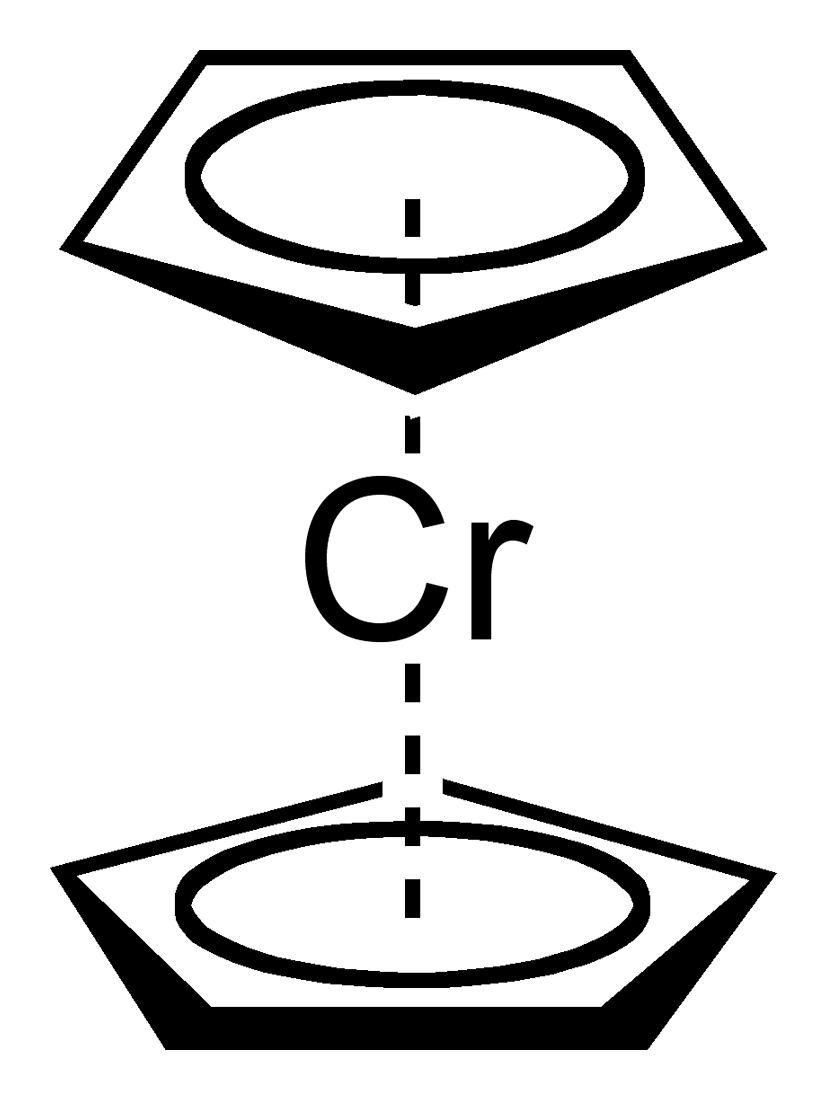
Cromocè

El camp és d'una certa rellevància per a la síntesi orgànica. Els estats d'oxidació rellevants per als complexos d'organocrom abasten tot el rang de possibles estats d'oxidació des de –4 (d¹⁰) en Na₄[Cr–IV(CO)₄] fins a +6 (d0) en complexos d'oxoalquil com Cp*CrVI(=O)₂Me.

## Història
El primer compost d'organocrom va ser descrit l'any 1919 per Franz Hein. Va tractar el bromur de fenilmagnesi amb clorur de crom(III) per donar un nou producte (després de la hidròlisi) que va identificar incorrectament com a bromur de pentafenil crom (Ph₅CrBr). Anys més tard, el 1957 H.H. Zeiss et al. va repetir els experiments de Hein i va arribar correctament a un compost sàndvitx de crom bisarè catiònic (ArH₂Cr+).
El bis(benzè)crom va ser descobert al mateix temps l'any 1956 per Ernst Otto Fischer per reacció de clorur de crom(III), benzè i clorur d'alumini.

El compost relacionat cromocè va ser descobert uns anys abans el 1953 també per Fischer.

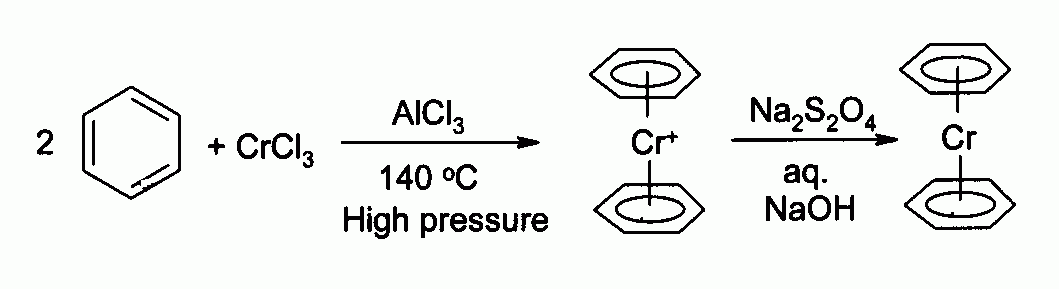
Síntesi del dibenzecrom

Anet i Leblanc també van preparar l'any 1957 una solució de cromur de benzil a partir del bromur de benzil i perclorat de crom(II).

Aquesta reacció implica l'addició oxidativa d'un electró de l'enllaç carboni-brom, un procés que Kochi va demostrar que era un cas de doble transferència d'electrons únics, primer per donar el radical lliure benzil i després a l'anió benzil.

Organocrom d'Anet Leblanc, 1957

G. Wilke et al. va introduir el tris-(η-alil)crom el 1963 com un dels primers catalitzadors Ziegler-Natta, encara que amb un èxit comercial limitat.
Els compostos de cromocè es van utilitzar per primera vegada en la polimerització d'etilè l'any 1972 per Union Carbide i es continuen utilitzant avui en dia en la producció industrial de polietilè d'alta densitat.
El compost d'organocrom (fenilmetoxicarbè)pentacarbonilcrom, Ph(OCH₃)C=Cr(CO)₅ va ser el primer complex de carbè caracteritzat cristal·logràficament per Fischer el 1967 (ara anomenat carbè de Fischer).

El primer carbí que conté crom va debutar el 1973.

Carbè i carbí de Fischer

El primer exemple d'un enllaç quintuple metall-metall proposat es troba en un compost del tipus [CrAr]₂, on Ar és un lligand aril voluminós.

## Aplicacions en síntesi orgànica
Tot i que la química d'organocrom s'utilitza molt en la catàlisi industrial, s'han desenvolupat relativament pocs reactius per a aplicacions en síntesi orgànica. Dues són la reacció de Nozaki-Hiyama-Kishi (1977) (transmetal·lació amb intermedi organoníquel) i l'olefinació de Takai (1986) (oxidació de Cr(II) a Cr(III) mentre es substitueixen els halògens).
En una explotació de nínxol, certs complexos de tricarbonil(arè)crom mostren activació bencílica.

## Compostos d'organocromi
Els compostos d'organocrom es poden dividir en aquestes àmplies classes de compostos:
- Compostos sàndvitx: cromocè Cp₂Cr i derivats del bis(benzè)crom (ArH)₂Cr. Els més estudiats són els complexos de mig sandvitx com (η6-C₆H₅OMe)Cr(CO)₃.
- Carbens de crom (R1)(R₂)C::CrLn i carbins (RC:::CrLn).
- Complexos de crom(III) RCrL₅.[16]
- Complexos d'anió i catió carbonil crom (per exemple, Na₄Cr(CO)₄).[17][18]

## Polimerització i oligomerització d'etilè
Els catalitzadors de crom són importants en la polimerització d'etilè.
El catalitzador Phillips es prepara impregnant òxid de crom(VI) sobre sílice després de l'activació en aire sec a altes temperatures. El catalitzador groc brillant es redueix per l'etilè per oferir una espècie probable de Cr(II) que sigui catalíticament activa.

Uns sistemes catalítics relacionats desenvolupats per Union Carbide i DSM també es basen en sílice amb cromocè i altres complexos de crom. Com funcionen aquests catalitzadors no és clar. Un sistema model el descriu com a polimerització de coordinació:

Polimerització de l'etilé amb crom

Amb dos lligands de THF, el catalitzador és estable, però en el diclorometà es perd un lligand per formar un intermedi de crom de 13 electrons. Això permet l'addició lateral d'una unitat d'etilè i una cadena de polímer pot créixer per inserció migratòria.
Els compostos de crom també catalitzen la trimerització de l'etilè per produir el monòmer 1-hexè.